# كلية مورهاوس للطب
مدرسة طب مورهاوس (بالإنجليزية: Morehouse School of Medicine)‏ هي كلية طب في الولايات المتحدة الأمريكية. تقع في مدينة أتلانتا في ولاية جورجيا الأمريكية. نوع الشهادة الطبية التي يتم تحصيلها هناك هي دكتور في الطب.